# Nhân Tổ phản chánh
Nhân Tổ phản chánh (tiếng Trung: 仁祖反正, tiếng Hàn Quốc: 인조반정) là sự kiện diễn ra vào ngày 11 tháng 4 năm 1623 (âm lịch ngày 12 tháng 3) khi nhóm Tây nhân phái do Kim Lưu (김류), Lý Quý (이귀), Thân Kính Trấn (신경진), Lý Thư (이서), và Thôi Minh Kiệt (최명길) đứng đầu đã lật đổ Quang Hải quân và Đại bắc phái, và đưa Lăng Dương quân Lý Tông lên ngôi. Tùy theo quan điểm mà sự kiện này cũng được gọi là Nhân Tổ Soán Vị (仁祖簒位), và dựa theo tên của năm diễn ra sự kiện, nó còn được gọi là Kỷ Hợi Phản Chính (癸亥反正) hoặc Kỷ Hợi Tĩnh Xã (癸亥靖社).

## Bối cảnh

### Phân chia Đông-Tây
Vào đầu triều đaị Triều Tiên, phái Huân cựu (훈구파, 勳舊派) nắm giữ quyền lực và đối đầu với phái Sĩ lâm (사림파, 士林派), một nhóm nổi lên vào cuối thế kỷ 15 dưới triều vua Triều Tiên Thành Tông. Phái Huân cựu đã đàn áp phái Sĩ lâm qua bốn cuộc Sĩ họa (사화, 士禍), nhưng phái Sĩ lâm đã vượt qua và nắm quyền sau khi vua Triều Tiên Tuyên Tổ lên ngôi vào giữa thế kỷ 16. Năm 1575, sự kiện Thẩm Nghĩa Khiêm (심의겸) và Kim Hiếu Nguyên (김효원) tranh giành vị trí Lễ Tào Chính Lang đã dẫn đến sự phân chia phái Sĩ lâm thành phái Tây nhân (서인) và phái Đông nhân (동인), đánh dấu sự khởi đầu của chính trị phe phái. Nguyên nhân cơ bản của sự phân chia này là sự khác biệt quan điểm giữa thế hệ hậu bối và tiền bối về việc xử lý chính trị Huân cựu và phương pháp điều hành quốc gia trong tương lai.

### Vấn đề kế vị
Sau khi Lý Nhị, người cố gắng hòa hợp phái Đông nhân và phái Tây nhân, qua đời vào năm 1584, Triều Tiên Tuyên Tổ thiên vị phái Đông nhân, dẫn đến sự thăng tiến của phái này. Năm 1589, trong sự kiện Kỷ Sửu ngục sự (기축옥사), nhiều thành viên phái Đông nhân bị giết dưới sự điều tra của Trịnh Triệt (정철) thuộc phái Tây nhân, gây thù hằn giữa hai phái. Năm 1591, Trịnh Triệt bị thất sủng khi yêu cầu lập Quang Hải quân làm thế tử, dẫn đến sự suy tàn của phái Tây nhân (vấn đề lập trữ). Phái Đông nhân giành lại quyền lực và chia thành phái Bắc nhân (북인) cứng rắn và phái Nam nhân (남인) ôn hòa trong cách xử lý phái Tây nhân.

### Lập thế tử và lên ngôi
Trong Chiến tranh Nhật Bản-Triều Tiên, Quang Hải quân được lập làm thế tử, nhưng vào năm 1606, sau khi Nhân Mục Đại phi sinh Vĩnh Xương Đại Quân Lý Nghĩa (con trai hợp pháp), việc kế vị trở nên phức tạp. Vua Tuyên Tổ có ý định phế bỏ Quang Hải quân để lập Vĩnh Xương Đại Quân. Giữa phái Bắc nhân, những người ủng hộ Vĩnh Xương Đại Quân hình thành phái Tiểu Bắc (소북), còn những người ủng hộ Quang Hải quân hình thành phái Đại Bắc (대북). Năm 1608, sau khi vua Tuyên Tổ qua đời, Quang Hải quân lên ngôi, phái Đại Bắc thăng tiến và phái Tiểu Bắc suy tàn.

### Triều đại Quang Hải quân
Quang Hải quân nhận thức rõ tác hại chính trị phe phái và nỗ lực thực hiện chính trị tốt đẹp vượt lên trên các phe phái. Ông bổ nhiệm nhiều nhân vật uy tín như Lý Nguyên Dực (이원익), Lý Hằng Phúc (이항복), và Lý Đức Hinh (이덕형) vào các vị trí quan trọng để thi hành chính trị nhân từ, và thực hiện chính sách ngoại giao trung lập giữa nhà Minh và Hậu Kim để đạt được lợi ích thực tiễn. Tuy nhiên, dưới ảnh hưởng của Lý Nhĩ Chiêm (이이첨) và Trịnh Nhân Hoằng (정인홍) thuộc phái Đại Bắc, ông đã xử tử anh trai là Lâm Hải Quân và trong sự kiện Kỷ Sửu ngục án năm 1613, ông giết chết em trai khác mẹ là Vĩnh Xương Đại Quân và phế truất Nhân Mục Vương hậu, giam bà vào Tây cung. Quan lại tham nhũng và cung phi can thiệp vào chính sự, các chức vụ đều bị mua bán, pháp luật bị coi thường, thuế má bị thu một cách khắc nghiệt, và các công trình xây dựng lớn như cung điện diễn ra liên tục, gây mất lòng dân.

## Diễn biến
Sự việc phế truất mẹ và giết anh em (폐모살제, phế mẫu sát đệ) của Quang Hải quân, trong đó ông giết chết Lâm Hải Quân và Vĩnh Xương Đại Quân, và phế truất Nhân Mục Đại phi, đã trở thành lý do chính đáng cho các thành viên phái Tây nhân như Kim Lưu (김류), Kim Tự Điểm (김자점), Lý Quý (이귀), Lý Quạt (이괄), và Thẩm Khí Viễn (심기원) để khởi động cuộc đảo chính. Năm 1620 (Quang Hải quân năm thứ 12), Thân Kính Trấn và Kim Lưu bắt đầu lên kế hoạch phản chính, và những người như Lý Thư, Lý Quý, Kim Tự Điểm, Thôi Minh Cát (최명길) và anh trai của ông là Thôi Lai Cát (최내길) đã đồng ý tham gia. Vào đêm ngày 11 tháng 4 năm 1623 (âm lịch ngày 12 tháng 3), lực lượng phái Tây nhân do Lăng Dương quân đứng đầu đã khởi động cuộc đảo chính.
Mặc dù Lý Nhi Bân (이이반) đã tiết lộ kế hoạch này, nhưng cuộc đảo chính vẫn được tiến hành như dự định. Lăng Dương quân cùng với Lý Thư, Thân Kính Trấn, Lý Quý, Lý Quạt, Kim Lưu, Kim Tự Điểm, Thẩm Khí Viễn, Cụ Hoành (구굉), Cụ Nhân Hậu (구인후), Thôi Minh Cát, và Thôi Lai Cát dẫn đầu khoảng 2,000 binh sĩ tiến vào Cửa Sáng Ý (창의문) và phá cửa thành. Tại Cung Xương Đức, quân đội của Hưng Lập do huấn luyện đại tướng Hưng Lập đã mở cửa cung để tiếp ứng, dẫn đến thành công cuộc đảo chính. Quang Hải quân trốn vào rừng thông phía bắc sân sau, leo thang qua thành và được một thái giám trẻ cõng đi cùng một cung nhân dẫn đường, và ẩn nấp tại nhà của quan Y Quan An Quốc Tín. Sau khi Quang Hải quân đã trốn thoát, quân đội tiến vào cung và tìm thấy cung trống rỗng. Khi đó, do đốt đuốc không đúng cách, cung điện bị cháy và chỉ còn lại điện Nhân Chính (인정전) không bị thiêu rụi .

## Kết quả
Quang Hải quân và thái tử Lý Chất bị bắt giữ và bị lưu đày đến đảo Giang Hoa. Khoảng 40 người, bao gồm Lý Nhĩ Chiêm, Trịnh Nhân Hoằng (정인홍), và Liễu Hy Phấn (류희분), bị xử tử, trong khi khoảng 200 người khác bị lưu đày. Lý Nhị Bân, dù tham gia vào kế hoạch nhưng sau đó tiết lộ, cũng bị xử tử vì tội phản quốc.
Trong lịch sử Triều Tiên, chưa có cuộc đảo chính nào dẹp tan phe đối lập triệt để như Nhân Tổ Phản Chính. Trịnh Nhân Hoằng, mặc dù đã 88 tuổi, vẫn bị xử tử bằng cách chém đầu, vi phạm nguyên tắc không chém đầu người từng giữ chức tể tướng và người cao tuổi trên 80 tuổi, khác với việc Tống Thì Liệt (송시열) bị xử tử bằng thuốc độc khi ông 83 tuổi vào năm 1689. Phái Đại Bắc hoàn toàn bị loại khỏi chính trường, và học phái Nam Mệnh Triều Tiên, dòng dõi Tào Thực (조식), bị bài trừ nghiêm trọng.
Lăng Dương quân không vào điện Nhân Chính mà ngồi trên ghế tre. Khi đến cung Kinh Vận, nơi Nhân Mục Đại phi, người coi Quang Hải quân là kẻ thù, cư trú, Lăng Dương quân đã gửi người đến và trực tiếp yêu cầu bà chấp thuận việc lên ngôi của mình. Nhân mục Đại phi, mặc dù muốn trả thù Quang Hải quân ngay lập tức và đề cao quyền lực của mình, đã trì hoãn việc chấp thuận Lăng Dương quân làm vua. Yêu cầu của Nhân Mục Đại phi về việc chuyển giao con dấu nhà vua cho bà là một mối đe dọa, nhưng Lăng Dương quân phải tuân theo. Sau một thời gian dài nỗ lực thuyết phục và gây áp lực, Lăng Dương quân đã nhận được con dấu và lệnh lên ngôi từ Nhân Mục Đại phi, hợp pháp hóa việc lên ngôi của mình.
Nhân Mục Đại phi cũng liệt kê 36 tội danh của Quang Hải quân trước các đại thần, góp phần vào việc củng cố quyền lực của Lăng Dương quân.

## Cuộc nổi loạn của Lý Quạt
Vào ngày Nhân Tổ Phản Chính, khi Kim Lưu, người đáng lẽ phải chỉ huy quân phản chính, không đến đúng giờ, Lý Quạt đã dẫn đầu quân phản chính và thành công. Nếu không có quyết định quyết đoán của Lý Quạt, cuộc đảo chính Nhân Tổ Phản Chính có thể đã không thành công. Tuy nhiên, ông không được đánh giá cao trong việc luận công ban thưởng sau cuộc đảo chính, khiến ông bất mãn. Được bổ nhiệm làm Đại tướng tả Bộ Đạo và làm việc tại khu vực biên giới phía bắc, vào tháng 3 năm 1624, có tin đồn về một âm mưu phản nghịch. Mặc dù vua Nhân Tổ từ chối yêu cầu của các đại thần về việc điều tra Lý Quạt, ông đã ra lệnh đưa con trai của Lý Quạt là Lý Tiền đến Hán Thành. Vì vậy, vào ngày 13 tháng 3, Lý Quạt đã giết Cấm phủ Cao Đức Tường đến áp giải con trai mình và phát động cuộc nổi loạn.
Lý Quạt lần lượt chiếm giữ các khu vực Thuận Thiên và Bình An đạo, Hoàng Hải đạo, sau đó tiến quân qua Khai Thành và tiến về Hán Thành. Vua Nhân Tổ đã xử tử gia đình Lý Quạt và đến Công Châu. Ngày 29 tháng 3, Lý Quạt vào thành Hán Thành, nhưng bị thất bại lớn trước quân đội đánh bại tại ngoại ô Hán Thành cùng ngày và rút lui về phía Nhân Xuyên, Kinh Kỳ đạo. Vào ngày 1 tháng 4, Lý Quạt bị thuộc hạ giết chết. Cuộc nổi loạn Lý Quạt, khi quân nổi loạn chiếm được Hán Thành, đã có tác động lớn đến xã hội Triều Tiên. Tầm quan trọng của việc bảo vệ thủ đô được nhấn mạnh, dẫn đến việc quân đội phụ trách phòng thủ phía bắc được điều động để bảo vệ thủ đô, làm suy yếu hệ thống phòng thủ của khu vực Quan Tây. Điều này cũng là một trong những nguyên nhân dẫn đến việc Triều Tiên không thể đối phó hiệu quả với cuộc xâm lược của quân Hậu Kim vào năm 1627 (Đinh Mão Hồ loạn) và năm 1636 (Bính Tý Hồ loạn).

## Ý nghĩa lịch sử
Phái Tây nhân, những người đã tiến hành Nhân Tổ Phản Chính, quá chú trọng vào lý do chính đáng, do đó chỉ trích chính sách ngoại giao trung lập Quang Hải quân mà không có chiến lược cụ thể, và thực hiện chính sách thân Minh bài Kim. Đây là hành động thiếu hiểu biết về tình hình quốc tế, dẫn đến Đinh Mão Hồ loạn và Bính Tý Hồ loạn. Tuy nhiên, không phải tất cả những người tham gia Nhân Tổ Phản Chính đều thực hiện chính sách ngoại giao thân Minh bài Kim. Mặc dù phái Tây nhân coi chính sách ngoại giao trung lập của Quang Hải quân là một thất bại và phế truất ông, họ cũng nhận thức được sự suy yếu nhà Minh và sự mạnh mẽ Hậu Kim. Do đó, mặc dù ít ỏi, nhưng vẫn có những người chủ trương chính sách ngoại giao thực dụng, như Lý Quý, Trương Duy (장유), và Thôi Minh Cát. Nhân Tổ Phản Chính được coi là cuộc đảo chính thất bại nhất trong lịch sử Triều Tiên.

## Người tham gia
- Vua Nhân Tổ: Bị lăng nhục bởi Hoàng Thái Cực của nhà Thanh tại Tam Điền Độ, nơi ông phải thực hiện ba lần lạy chín lần khấu đầu.
- Kim Lưu: Con trai của ông, Kim Khánh Trưng, Giang Đô Kiểm sát sứ phụ trách việc phòng thủ đảo Giang Hoa trong chiến tranh Bính Tý (1636), nhưng không chuẩn bị phòng thủ và kết quả là đảo bị chiếm đóng, khiến Kim Khánh Trưng bị hành hình.
- Lý Quát: Sau khi phản loạn thành công trong vụ Nhân Tổ Phản Chính, Lý Quát cảm thấy bất mãn vì bị đánh giá thấp và dẫn đến việc nổi loạn. Ông bị đánh bại tại ngoại ô Hán Thành và bị thuộc hạ chặt đầu khi chạy trốn đến Nhân Xuyên.
- Thôi Minh Cát: Trong chiến tranh Bính Tý, ông đề xuất hòa giải với nhà Thanh và bị giới học giả buộc tội là kẻ bán nước, trải qua những năm cuối đời đầy bất hạnh.
- Thẩm Khí Viễn: Bị bắt và xử tử tàn nhẫn vì âm mưu đưa Huệ Ân Quân lên ngôi vua. Ông bị xử tử bằng cách lăng trì và tịch thu toàn bộ tài sản.
- Kim Tự Điểm: Bị đày trong thời gian vua Triều Tiên Hiếu Tông trị vì và âm mưu nổi loạn vì bất mãn. Bị phát hiện và xử tử bằng cách lăng trì.
- Phác Anh Thư (박영서): Bị bắt làm tù binh trong cuộc nổi loạn của Lý Quát và bị giết vì từ chối hợp tác với quân nổi loạn.
- Lý Trọng Lão (이중로): Dẫn quân chống lại quân nổi loạn của Lý Quát và hy sinh trong trận chiến.
- Lý Thịnh Phu (이성부): Tự tử bằng cách nhảy xuống nước sau khi thất bại trong trận chiến chống lại quân nổi loạn của Lý Quát.
- Lý Nhi Bân: Mặc dù là tham gia trong cuộc khởi nghĩa, nhưng vì lo sợ thất bại, ông đã báo cáo với triều đình và bị chặt đầu sau khi phản chính thành công.
- Lý Hưng Lập (이흥립): Phản bội vua Quang Hải Quân và giúp phản chính thành công. Tuy nhiên, sau cuộc nổi loạn của Lý Quát, ông đầu hàng quân nổi loạn và sau khi loạn bị dẹp yên, ông bị giam giữ và tự sát trong ngục.

Cách xử tử tàn nhẫn của Thẩm Khí Viễn và Kim Tự Điểm
- Thẩm Khí Viễn: Bị bắt vì tội âm mưu và bị xử tử tàn nhẫn (vua Nhân Tổ đứng trên cổng thành để giám sát quá trình hành quyết). Ông bị xử tử bằng cách lăng trì, đầu tiên là chặt hai chân và hai tay, sau đó là chặt đầu. Cảnh này để lại nỗi ám ảnh với dân chúng.
- Kim Tự Điểm: Bị xử tử cùng cách lăng trì vào năm 1651 vì tội mưu phản.